# Nationaal park Cát Tiên
Cat Tien National Park is een nationaal park in de Vietnamese provincies Đồng Nai, Lâm Đồng en Bình Phước. Het park ligt ten noorden van het Trị Anmeer, ongeveer 150 kilometer ten noordoosten van Ho Chi Minhstad.
Het nationaal park is 743,19 km² groot. Het park is een verzamelnaam van drie natuurgebieden, te weten Nam Cát Tiên, Tây Cát Tiên en Cát Lộc. De drie gebieden vormen samen sinds 1998 het nationaal park Cát Tiên.

## Fauna van het park

### Zoogdieren
In  Cát Lộc werd in 1989 een kleine populatie van de endemische Vietnamese Javaanse neushoorn ontdekt. De dieren plantten zich echter niet voort en het laatst overgebleven dier werd in 2010 door stropers geschoten en onthoornd.  Ook de wilde voorouder waterbuffel (Bubalus arnee) is hier al uitgestorven. Er verblijven toch nog zeldzame dieren en zoogdieren van de Rode Lijst van de IUCN in de parken zoals de Maleise beer of honingbeer (Helarctos malayanus), goudwanggibbon (Nomascus gabriellae), zwartscheendoek (Pygathrix nigripes) (twee bedreigde apensoorten), java-aap of krabbenetende makaak (Macaca fascicularis) en  kleine plompe lori (Nycticebus pygmaeus). Verder dwergherten of dwergmuskusdieren (Tragulidae), toepaja's of boomspitsmuizen (Scandentia) en diverse krokodillen.

### Vogels
In het park komen een groot aantal vogelsoorten voor waaronder zeldzame en schaarse soorten en soorten van de internationale rode lijst:
- Soorten fazantachtigen: rode kamhoen (Gallus gallus) en groene pauw (Pavo muticus) (beide voorouders van respectielijk tamme kip en de pauw), Germains pauwfazant (Polyplectron germaini), Davids bospatrijs (Arborophila davidi).
- Neushoornvogels: dubbelhoornige neushoornvogel (Buceros bicornis), bonte neushoornvogel (Anthracoceros albirostris) en gewone jaarvogel (Rhyticeros undulatus).
- Pitta's: Elliots pitta (Hydrornis elliotii), blauwstuitpitta (Hydrornis soror) en blauwvleugelpitta (Pitta moluccensis).
- De endemische Lagrandiers baardvogel (Psilopogon lagrandieri)
- Poederspecht (Mulleripicus pulverulentus) (kwetsbare soort).
- Kwetsbare of bedreigde watervogels: Javaanse maraboe (Leptoptilos javanicus), Maleise nimmerzat (Mycteria cinerea) en (Aziatische) bisschopsooievaar (Ciconia episcopus).
- Roofvogels: kleine rivierarend (Haliaeetus humilis) en grote rivierarend (Haliaeetus ichthyaetus).

## Natuurbescherming
Dit park is nog steeds belangrijk als leefgebied voor zeldzame en bedreigde diersoorten. Hoewel de Aziatische neushoorn in 2010 uitstierf, is het gebied de habitat voor 40 soorten van de Rode Lijst van de IUCN en ongeveer 30% van de diersoorten in Vietnam.
Er zijn echter problemen. De directe omgeving van het park is dicht bevolkt. Er ontbreekt een goede bufferzone, steeds meer bosgebied aan de randen van de parken wordt omgezet in agrarisch gebied. Bovendien wordt er binnen het park illegaal gekapt en blijft wildstroperij een probleem. Daarnaast zijn er conflicten met de plaatselijke bevolking als dieren uit het park het bewoonde gebied binnendringen. Feitelijk is het park te klein voor de populatie Aziatische olifanten.
Sinds de jaren 1990 en zeker sinds de eeuwwisseling is er steeds meer aandacht voor deze problemen. Met de plaatselijk bevolking, die bestaat uit etnische minderheden zoals de Stieng, Chau Ma en Cho'ro, wordt overleg gepleegd en naar mogelijkheden gezocht om de mensen te laten profiteren van de baten die het park oplevert.
Verder zijn er tal van natuurbeschermingsprojecten gestart met (financiële) hulp van buitenlandse organisaties zoals Endangered Asian Species Trust en Monkey World Ape Rescue uit het Verenigd Koninkrijk en het Pingtung Wildlife Rescue Centre uit Taiwan die een centrum oprichtten dat zich bezighoudt met de bescherming van primaten zoals de goudwanggibbon en de zwartscheendoek. Dit centrum doet ook aan voorlichting en onderwijs.